# 莱茵-洪斯吕克县
莱茵-洪斯吕克县（德語：Rhein-Hunsrück-Kreis）是德国莱茵兰-普法尔茨州的一个县，首府洪斯吕克山区锡门。

## 地理
莱茵-洪斯吕克县北面与迈恩-科布伦茨县，东面与莱茵-兰县和美因茨-宾根县，南面与巴特克罗伊茨纳赫县和比肯费尔德县，西面与贝恩卡斯特尔-维特利希县和科赫姆-采尔县相邻。
莱茵-洪斯吕克县位于莱茵河中游的左侧，从上韦瑟尔到博帕德，此外包括洪斯吕克山的中部和东部。松林山位于县的南端。最高点海拔653米。

## 历史
在1800年前今天莱茵-洪斯吕克县属于许多不同的贵族领地，其中包括特里爾選侯國、施蓬海姆伯国、锡门伯国以及当时的帝国城市博帕德和上韦瑟尔。在拿破仑‧波拿巴时期这里被法国占领，成为以科布伦茨为省会的莱茵-摩泽尔省的一部分。1815年维也纳会议后它属于普鲁士。1816年普鲁士设立锡门县和圣戈阿尔县，这两个县当时属于下莱茵大公国省（从1822年开始属于莱茵省）。1946年它们被划入科布伦茨行政区，属莱茵兰-普法尔茨州。1969年在行政区划改革中锡门县以及周边的圣戈阿尔县、科赫姆县和摩泽尔河畔采尔县的部分被合并成莱茵-洪斯吕克县。

## 县徽
说明：县徽的上方是蓝色和金色的方块。右侧是金色的底，上面有一只爪和喙红色的黑鹰，它面向左侧。左侧是黑色的底，上面是一只面向右边的狮子，它的舌头、爪和王冠是供色的。
意义：县徽上的图案体现出过去县内的统治者：徽上方的蓝色和金色的方块是斯蓬海姆伯爵，狮子是普法尔茨选帝侯，鹰是原自由帝国城市上韦瑟尔和博帕德。

## 政治

### 县议会
2004年6月13日县议会选举结果为：
| 党派               | % 2004年 | 席位 2004年 | % 1999年 | 席位 1999年 |
| 德国社会民主党     | 29.9     | 13          | 35.2     | 15          |
| 德国基督教民主联盟 | 49.3     | 21          | 48.8     | 20          |
| 德国绿党           | 5.7      | 2           | 4.4      | 2           |
| 德国自由民主党     | 9.4      | 4           | 7.1      | 3           |
| 自由选民组织       | 5.8      | 2           | 4.4      | 2           |
| 总                 | 100.0    | 42          | 100.0    | 42          |
| 参选选民百分比     | 65.3     | 65.3        | 68.6     | 68.6        |

## 交通
莱茵-洪斯吕克县境内有一小段莱茵河的左岸，其大多数地区则是洪斯吕克山的高地。早在1859年从宾根沿莱茵河谷左岸通往科布伦茨的铁路就开通了。
1889年通往锡门的铁路开通，1901年和1902年这条铁路继续扩展，1906年向北延展，1908年建成了一条非常陡峭的路段通入莱茵河谷中的博帕德。
到1921年、1922年县内铁路总长度达143千米。在1963年至1984年间许多这些铁路被废弃掉了。今天仅44千米还被用做客运。此外部分山地里的铁路被用来连结法兰克福-哈恩机场和莱茵-美因地区。

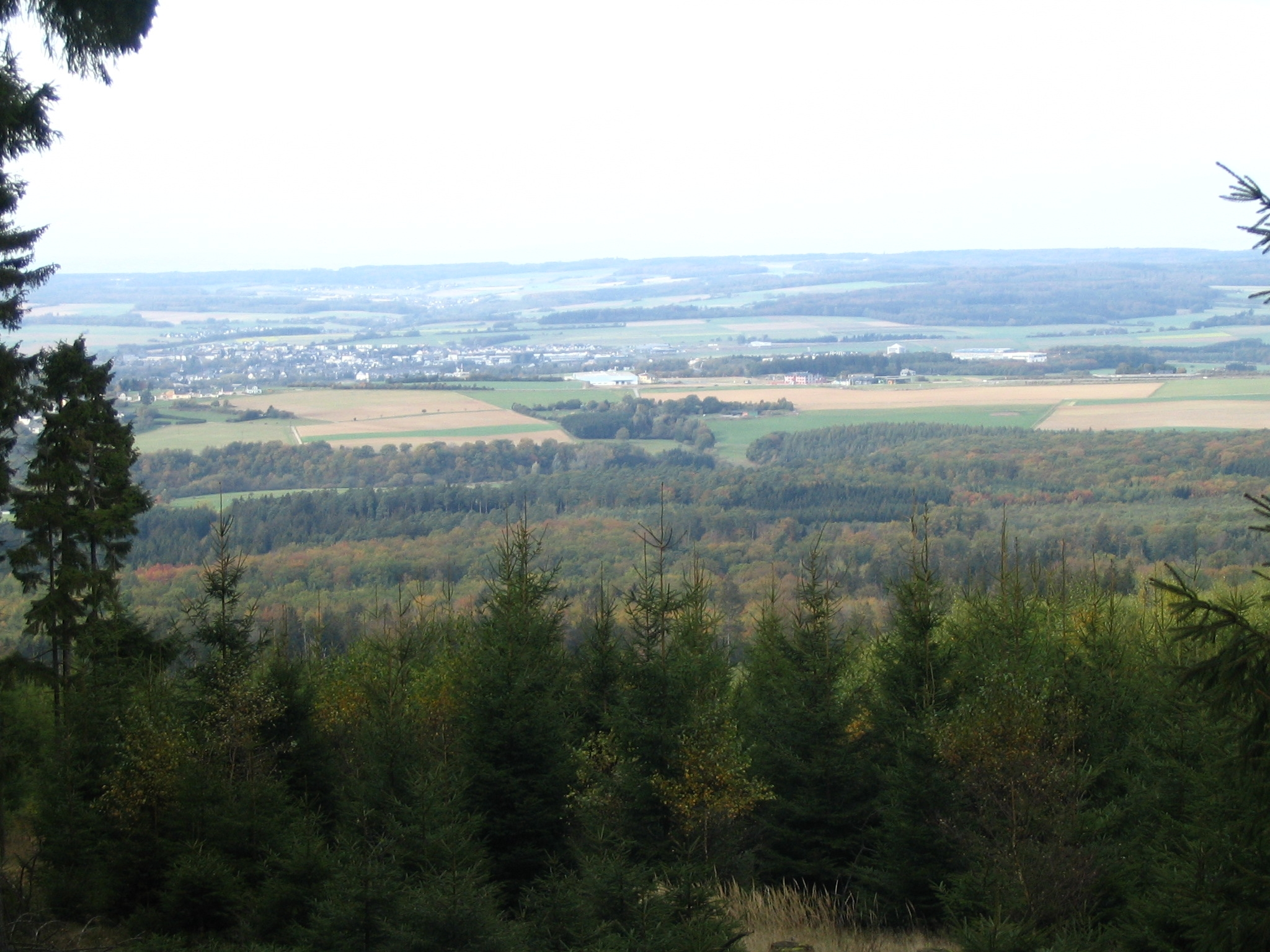
洪斯吕克山的高地

德国高速公路61号从科布伦茨通往路德维希港，穿过莱茵-洪斯吕克县。县内还有多条联邦公路和县公路跨越，其中包括沿莱茵河左岸行走的9号联邦公路以及50号、421号和327号联邦公路。
法兰克福-哈恩机场位于县的西边。这个机场主要供廉價航空公司、东欧货运航空公司以及军事服务飞行使用。